# Estación Médanos (Urquiza)
Médanos es una estación de ferrocarril ubicada en la localidad de Médanos del Islas del Ibicuy, Provincia de Entre Ríos, República Argentina.

## Servicios
No presta servicios de pasajeros. Por sus vías corren trenes de carga de la empresa estatal Trenes Argentinos Cargas. Pertenece al Ferrocarril General Urquiza, en el ramal que une las estaciones de Zárate en la Provincia de Buenos Aires y Posadas en la Provincia de Misiones.

## Ubicación
Se encuentra ubicada entre las estaciones Libertador General San Martín y Enrique Carbó.